# آليجادينيو
أنطونيو فرانسيسكو ليسبوا (نحو 29 أغسطس عام 1730 أو 1738- 18 نوفمبر عام 1814)، معروف باسم آليجادينيو (الترجمة الحرفية «الكسيح الصغير»). هو نحات ونقاش ومعماري عاش في المستعمرة البرازيلية التي كانت تابعة للبرتغال، واشتهر بأعماله في مختلف كنائس البرازيل. لا يعرف سوى القليل عن سيرته الذاتية التي بقيت محاطة بالغموض والجدل حتى يومنا هذا، ما يجعل الأبحاث حول حياته الشخصية غاية في الصعوبة. إن المصدر الموثق الوحيد فيما يخص حياة آليجادينيو هو عبارة عن مذكرة لسيرته الذاتية كتبت بعد نحو أربعين عامًا من وفاته. أعيد بناء مسار حياته بالاعتماد بشكل رئيسي على الأعمال التي خلفها وراءه على الرغم من أن مساهماته ضمن هذا السياق تعتبر أيضًا محط للجدل. وذلك لأن إثباتات الملكية لمعظم الأعمال التي يبلغ عددها أكثر من 400 عمل فني ما يزال موجود إلى اليوم ومرتبط باسمه، نفذت دون أي دليل وثائقي، وإنما اعتمد فقط على التشابه الأسلوبي مع القطع الفنية الموثقة.
نفذت كل أعماله بما فيها المنحوتات والمشاريع المعمارية والنقوش الحجرية والتماثيل في ميناس غيرايس، وبشكل خاص في المدن التالية: أورو بريتو وصبارا وساو جاو ديل ري وكونغونهاس. أما الصروح الرئيسية التي تضم أعماله فهي كنيسة القديس فرانسيس الأسيزي في أورو بريتو وحرم بوم يسوع في ماتوسينهوس. يعتبر آليجادينيو بأسلوبه القريب من الأسلوب الباروكي وأسلوب الروكوكو أساسًا عظيمًا من أسس الفن الاستعماري في البرازيل بنظر النقاد البرازيليين. تجاوز بفنه حدود البرازيل فاعتبر اسمه بالنسبة لبعض العلماء الأجانب من بين أعظم أسماء فناني الأسلوب الباروكي في الأمريكيتين.

## سيرة ذاتية
لا يعرف سوى القليل عن حياة أنطونيو فرانسيسكو ليسبوا. وأخذت كل البيانات المعروفة اليوم عنه من سيرة ذاتية كتبت في عام 1858 من قبل رودريغو خوسيه فيريرا بريتاس وذلك بعد 44 عامًا من وفاة آليجادينيو، ويزعم أنها ترتكز على وثائق وشهادات أشخاص كانوا على معرفة شخصية مع الفنان. على أية حال فقد اتجهت الانتقادات مؤخرًا إلى اعتبار هذه السيرة الذاتية من وحي الخيال وأنها ليست سوى عبارة عن عملية مبالغة وتضخيم لحياته لشخصية وأعماله، مع إضفاء هالة من الرومانسية على شخصيته بهدف رفع مكانته ليصبح رمزًا بين البرازيليين، ومزيجًا بين بطل وفنان، وقد وصفه روجير تشارتير بأنه «عبقري متفرد، مقدس ومبجل». لا يمكن تجاهل السيرة الذاتية التي كتبها بريتاس كليًا، لأنها السيرة الأقدم عن حياة آليجادينيو ومعظم السير الذاتية اللاحقة استندت إليها، لكن المعلومات التي جاءت ضمنها تحتاج إلى الشك والبحث، إذ من الصعب التمييز بين ما هو حقيقة وما قد حرّف بفعل التقليد الشعبي وتفسيرات الكاتب نفسه. قدمت السير الذاتية والدراسات النقدية التي أنجزها معاصرون برازيليون في النصف الأول من القرن العشرين تفسيرات متحيزة فيما يخص حياة آليجادينيو وعمله، ما عزز من الصورة النمطية المأخوذة عنه والتي ما تزال إلى اليوم راسخة في الخيال الشعبي ولدى بعض النقاد وتكتشف ضمن السياقات الثقافية الرسمية وضمن وكالات السياحة في المدن التي ترك فيها نتاجه الفني.
ظهرت أولى الأخبار الرسمية عن حياة آليجادينيو في عام 1790 ضمن مذكرة كتبها الكابتن خواكيم خوسيه دا سيلفا، امتثالًا للأمر الملكي في 20 يوليو عام 1782 الذي ينص على توثيق أحداث هامة وأخبار معينة حصلت منذ تأسيس المستعمرة ضمن سجل رسمي تابع لرئاسة ميناس غيرايس. كتبت المذكرة في الوقت الذي كان فيه آليجادينيو حيًا واحتوت على وصف أهم أشهر أعماله وبعض الدلائل عن سيرته الذاتية، واستند بريتاس فيما كتبه «سمات السيرة الذاتية المتعلقة بالنحات المميز أنطونيو فرانسيسكو ليسبوا والمعروف بلقب آليجادينيو» بشكل جزئي على ما ورد في هذه المذكرة، فنسخ مقتطفات من الوثيقة الأصلية التي فقدت لاحقًا.

### السنوات المبكرة
كان أنطونيو فرانسيسكو ليسبوا ابنًا لمانويل فرانسيسكو ليسبوا وهو سيد ومهندس معماري برتغالي محترم، أما والدته فكانت عبدة أفريقية لوالده واسمها إيزابيل. ورد في شهادة المعمودية التي استشهد بها بريتاس، أن أنطونيو ولد عبدًا وجرى تعميده في 29 أغسطس من عام 1730، فيما كان يعرف حينذاك ببلدة فيلا ريكا (حاليًا أورو بريتو) في أسقفية نوسا سينهورا دا كونتسيشاو دو أنطونيو دياس، وكان أنطونيو دوس ريس عرابًا له فتحرر بذلك من كونه عبدًا. لا تحتوي شهادة الميلاد لآليجادينيو على تاريخ مولده ومن الممكن أن يكون قد ولد قبل عدة أيام من ذلك التاريخ. دارت الكثير من الجدالات حول هذا الموضوع واعتبر تاريخ مولده أقرب إلى أن يكون في عام 1738، باعتبار أن شهادة وفاته تظهر أنه توفي في 18 نوفمبر من عام 1814 عن عمر ناهز 76 عامًا. اتخذ متحف آليجادينيو في أورو بريتو من عام 1738 تاريخًا لمولد الفنان. وفقًا لكاتب السير الذاتية سيلفيو دو فاسكونسيلوس، فإن المخطوطة الأصلية التي كتبها بريتاس وعثر عليها في أرشيف أبرشية ماريانا، تشير إلى أن الولادة حصلت في هذا التاريخ (1738) لكنها نوهت إلى أن هذا التاريخ مطابق للتاريخ المسجل في شهادة وفاته. إن سبب هذا التضارب بين تواريخ المخطوطة والنشرة المطبوعة غير واضح. تزوج والد آليجادينيو في عام 1738 من ماريا أنتونيا دو ساو بيدرو، وهي من منطقة أزوريس. وأنجبت لآليجادينيو أربعة أخوة فنشأ الفنان آليجادينيو وكبر ضمن هذه العائلة.